# حرباء مدغشقر العملاقة
حرباء مدغشقر العِملاقة (بالإنجليزية: Malagasy giant chameleon)‏ واسمُها العِلمي فورسيفير أوستاليت (بالإنجليزية: Furcifer oustaleti)‏ هي حرباء كبيرة جداً مُتوطنة في مدغشقر، وقد تم استقدامُها إلى القرب من نيروبي في كينيا.

## الموطن
تتواجد حرباء مدغشقر العِملاقة في عدد كبير من المواطن الطَبيعية، وقد تتواجد داخل الغطاء النَباتي للقرى، ولكن تواجدها داخل الغابات المُعمرة نادر نسبياً.

## الوصف
تُعتبر حرباء مدغشقر العِملاقة أضخم أنواع الحرابي، حيثُ يبلغ طولها مع الذيل حوالي 68.5 سـم (27 بوصة)، ولكن البَعض يعتبر حرباء بارسون أضخم من حرباء مدغشقر، ولكن البعض يعتبرون حرباء بارسون أثقل وزناً ولكن أقصر قليل بالطول من حرباء مدغشقر العِملاقة.

## الغذاء
يتنوع النظام الغذائي لحرباء مدغشقر العملاقة ويشمل اللافقاريات مِثل الحشرات الكَبيرة، وتصطاد الحرباء فريستها عن طريق لسانها العَضلي الطَويل.

## التسمية
يُشتق جنس فورسيفير (الاسم العلمي: Furcifer) من الجذر اللاتيني (furci) والذي يَعني «مُتشعب أو مُتفرع» وذلك نسبةً إلى شكل أرجل الحيوان.
أما الاسم المُحدد الخاص بِها أوستاليت (oustaleti) هو الشكل اللاتيني للاسم الأخير لعالم الحيوان الفرنسي إميل أوستاليت.

## صُور

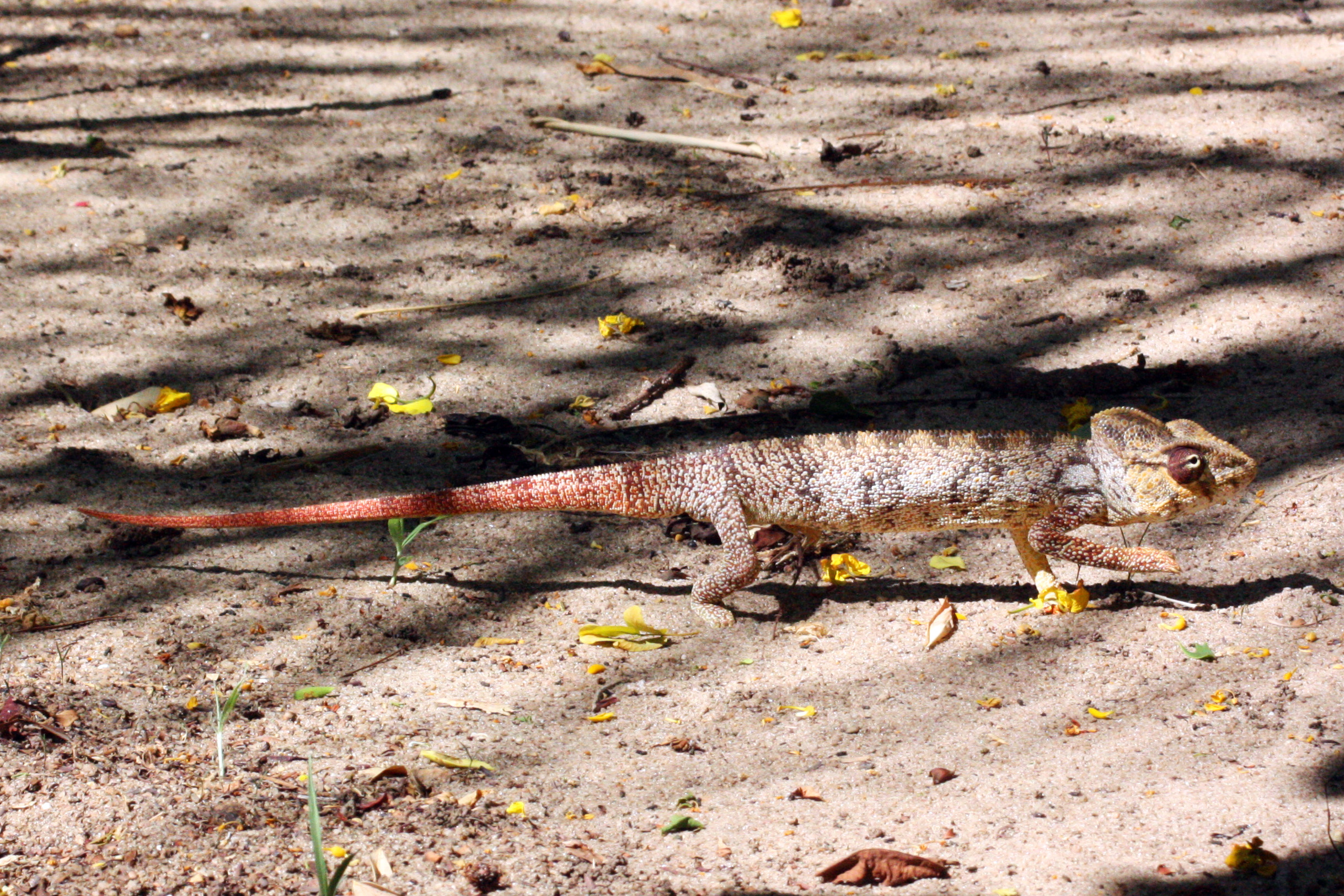
حرباء أوستاليت تمشي في غابة أنجاجافي
حرباء أوستاليت